# 1.ª etapa de la Vuelta a España 2023
La 1.ª etapa de la Vuelta a España 2023 tuvo lugar el 26 de agosto de 2023 y consistió en una contrarreloj por equipos con inicio y final en la ciudad de Barcelona sobre un recorrido de 14,8 km. Esta fue ganada por el Team DSM-Firmenich y el joven italiano Lorenzo Milesi se convirtió en el primer líder de la prueba.

## Clasificación de la etapa[2]
| Barcelona - Barcelona | contrarreloj por equipos | (14,8 km) |

| \| Clasificación de la etapa \| Clasificación de la etapa \| Clasificación de la etapa \| Clasificación de la etapa \| Clasificación de la etapa \| Clasificación de la etapa \| \| Equipo \| Equipo \| Tiempo \| Diferencia \| Promedio \| \| \| ------------------------- \| ------------------------- \| ------------------------- \| ------------------------- \| ------------------------- \| ------------------------- \| \| 1.º \| Team DSM-Firmenich \| 17 min 30 s \| \| 50.743 km/h \| \| \| 2.º \| Movistar Team \| 17 min 30 s \| + 0 s \| 50.743 km/h \| \| \| 3.º \| EF Education-EasyPost \| 17 min 36 s \| + 6 s \| 50.455 km/h \| \| \| 4.º \| Soudal Quick-Step \| 17 min 36 s \| + 6 s \| 50.455 km/h \| \| \| 5.º \| Groupama-FDJ \| 17 min 36 s \| + 6 s \| 50.455 km/h \| \| \| 6.º \| Bahrain Victorious \| 17 min 40 s \| + 10 s \| 50.264 km/h \| \| \| 7.º \| Astana Qazaqstan Team \| 17 min 47 s \| + 17 s \| 49.934 km/h \| \| \| 8.º \| Ineos Grenadiers \| 17 min 50 s \| + 20 s \| 49.794 km/h \| \| \| 9.º \| Cofidis \| 17 min 52 s \| + 22 s \| 49.701 km/h \| \| \| 10.º \| Bora-Hansgrohe \| 17 min 58 s \| + 28 s \| 49.425 km/h \| \| |                       |             |            |             |
| |                       |             |            |             |
| Fuente: ProCyclingStats |                       |             |            |             |
| Clasificación de la etapa |                       |             |            |             |
| Equipo | Equipo                | Tiempo      | Diferencia | Promedio    |
| 1.º | Team DSM-Firmenich    | 17 min 30 s |            | 50.743 km/h |
| 2.º | Movistar Team         | 17 min 30 s | + 0 s      | 50.743 km/h |
| 3.º | EF Education-EasyPost | 17 min 36 s | + 6 s      | 50.455 km/h |
| 4.º | Soudal Quick-Step     | 17 min 36 s | + 6 s      | 50.455 km/h |
| 5.º | Groupama-FDJ          | 17 min 36 s | + 6 s      | 50.455 km/h |
| 6.º | Bahrain Victorious    | 17 min 40 s | + 10 s     | 50.264 km/h |
| 7.º | Astana Qazaqstan Team | 17 min 47 s | + 17 s     | 49.934 km/h |
| 8.º | Ineos Grenadiers      | 17 min 50 s | + 20 s     | 49.794 km/h |
| 9.º | Cofidis               | 17 min 52 s | + 22 s     | 49.701 km/h |
| 10.º | Bora-Hansgrohe        | 17 min 58 s | + 28 s     | 49.425 km/h |

## Clasificaciones al final de la etapa

### Clasificación general[3]
| \| Clasificación general \| Clasificación general \| Clasificación general \| Clasificación general \| Clasificación general \| \| Ciclista \| Ciclista \| Equipo \| Tiempo \| \| \| --------------------- \| ----------------------- \| --------------------- \| --------------------- \| --------------------- \| \| 1.º \| Lorenzo Milesi \| Team DSM-Firmenich \| 17 min 30 s \| \| \| 2.º \| Max Poole \| Team DSM-Firmenich \| + 0 s \| \| \| 3.º \| Romain Bardet \| Team DSM-Firmenich \| + 0 s \| \| \| 4.º \| Sean Flynn \| Team DSM-Firmenich \| + 0 s \| \| \| 5.º \| Oscar Onley \| Team DSM-Firmenich \| + 0 s \| \| \| 6.º \| Chris Hamilton \| Team DSM-Firmenich \| + 0 s \| \| \| 7.º \| Enric Mas \| Movistar Team \| + 0 s \| \| \| 8.º \| Einer Rubio \| Movistar Team \| + 0 s \| \| \| 9.º \| Nélson Filippe Oliveira \| Movistar Team \| + 0 s \| \| \| 10.º \| Iván García Cortina \| Movistar Team \| + 0 s \| \| |                         |                    |             |
| |                         |                    |             |
| Fuente: ProCyclingStats |                         |                    |             |
| Clasificación general |                         |                    |             |
| Ciclista | Ciclista                | Equipo             | Tiempo      |
| 1.º | Lorenzo Milesi          | Team DSM-Firmenich | 17 min 30 s |
| 2.º | Max Poole               | Team DSM-Firmenich | + 0 s       |
| 3.º | Romain Bardet           | Team DSM-Firmenich | + 0 s       |
| 4.º | Sean Flynn              | Team DSM-Firmenich | + 0 s       |
| 5.º | Oscar Onley             | Team DSM-Firmenich | + 0 s       |
| 6.º | Chris Hamilton          | Team DSM-Firmenich | + 0 s       |
| 7.º | Enric Mas               | Movistar Team      | + 0 s       |
| 8.º | Einer Rubio             | Movistar Team      | + 0 s       |
| 9.º | Nélson Filippe Oliveira | Movistar Team      | + 0 s       |
| 10.º | Iván García Cortina     | Movistar Team      | + 0 s       |

### Clasificación por puntos
| Clasificación por puntos | Clasificación por puntos | Clasificación por puntos | Clasificación por puntos | Clasificación por puntos |
| Ciclista                 | Ciclista                 | Equipo                   | Puntos                   |                          |
| ------------------------ | ------------------------ | ------------------------ | ------------------------ | ------------------------ |

### Clasificación de la montaña
| Clasificación de la montaña | Clasificación de la montaña | Clasificación de la montaña | Clasificación de la montaña | Clasificación de la montaña |
| Ciclista                    | Ciclista                    | Equipo                      | Puntos                      |                             |
| --------------------------- | --------------------------- | --------------------------- | --------------------------- | --------------------------- |

### Clasificación de los jóvenes[4]
| Clasificación del mejor joven | Clasificación del mejor joven | Clasificación del mejor joven | Clasificación del mejor joven | Clasificación del mejor joven |
| Ciclista                      | Ciclista                      | Equipo                        | Tiempo                        |                               |
| ----------------------------- | ----------------------------- | ----------------------------- | ----------------------------- | ----------------------------- |
| 1.º                           | Lorenzo Milesi                | Team DSM-Firmenich            | 17 min 30 s                   |                               |
| 2.º                           | Max Poole                     | Team DSM-Firmenich            | + 0 s                         |                               |
| 3.º                           | Sean Flynn                    | Team DSM-Firmenich            | + 0 s                         |                               |
| 4.º                           | Oscar Onley                   | Team DSM-Firmenich            | + 0 s                         |                               |
| 5.º                           | Einer Rubio                   | Movistar Team                 | + 0 s                         |                               |
| 6.º                           | Stefan Bissegger              | EF Education-EasyPost         | + 6 s                         |                               |
| 7.º                           | Marijn van den Berg           | EF Education-EasyPost         | + 6 s                         |                               |
| 8.º                           | Andrea Piccolo                | EF Education-EasyPost         | + 6 s                         |                               |
| 9.º                           | Diego Camargo                 | EF Education-EasyPost         | + 6 s                         |                               |
| 10.º                          | Remco Evenepoel               | Soudal Quick-Step             | + 6 s                         |                               |

### Clasificación por equipos[5]
| Clasificación por equipos | Clasificación por equipos | Clasificación por equipos | Clasificación por equipos |
| Equipo                    | Equipo                    | Tiempo                    |                           |
| ------------------------- | ------------------------- | ------------------------- | ------------------------- |
| 1.º                       | Team DSM-Firmenich        | 17 min 30 s               |                           |
| 2.º                       | Movistar Team             | + 0 s                     |                           |
| 3.º                       | EF Education-EasyPost     | + 6 s                     |                           |
| 4.º                       | Soudal Quick-Step         | + 6 s                     |                           |
| 5.º                       | Groupama-FDJ              | + 6 s                     |                           |
| 6.º                       | Bahrain Victorious        | + 10 s                    |                           |
| 7.º                       | Astana Qazaqstan Team     | + 17 s                    |                           |
| 8.º                       | Ineos Grenadiers          | + 20 s                    |                           |
| 9.º                       | Cofidis                   | + 22 s                    |                           |
| 10.º                      | Bora-Hansgrohe            | + 28 s                    |                           |

## Abandonos
- Laurens De Plus del INEOS Grenadiers fue el más afectado por la lluvia, sufrió una lesión en la pelvis y se convirtió en el primer abandono de la Vuelta a España 2023.[6]